# Trnava (miasto Novi Pazar)
Trnava (cyr. Трнава) – wieś w Serbii, w okręgu raskim, w mieście Novi Pazar. W 2011 roku liczyła 946 mieszkańców.